# Robert C. Kingston

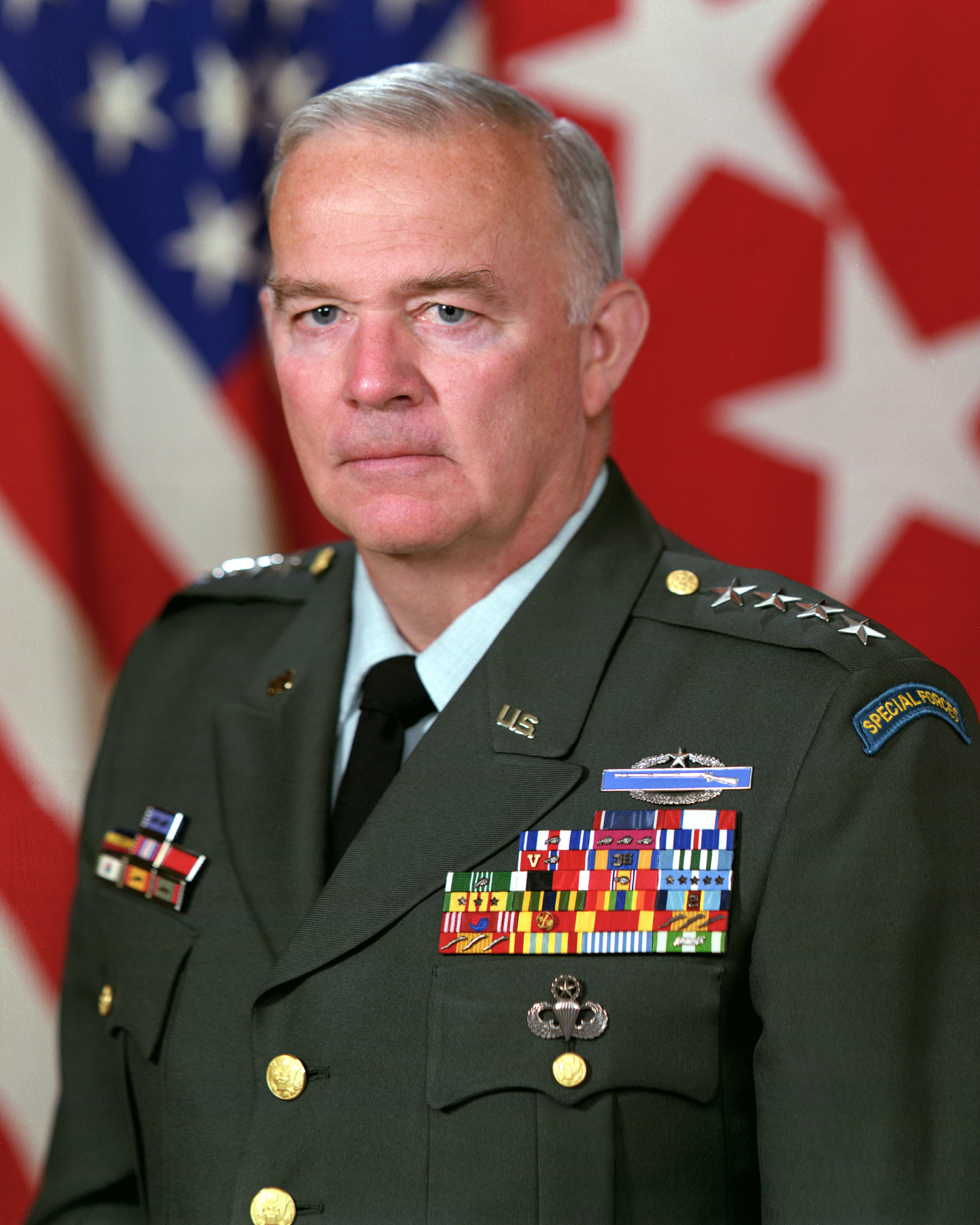
General Robert C. Kingston, 1984.

Robert Charles Kingston (* 16. Juli 1928; † 28. Februar 2007 in Alexandria, Virginia) war ein General der US Army und von 1983 bis 1985 der erste Kommandeur des US Central Command zuständig für den Nahen Osten.

## Militärische Laufbahn
Kingston trat im November 1948 als Soldat in den Dienst der US Army. Im folgenden Jahr absolvierte er jedoch die Officer Candidate School in Fort Riley, Kansas, und erhielt am 20. Dezember 1949 sein Offizierspatent als Second Lieutenant der Infanterie. Er kommandierte Truppen auf jeder Ebene vom Platoon bis zur Brigade.
1970 wurde er in das Hauptquartier der US Army in Washington, D.C. versetzt und diente dort als stellvertretender Sekretär des Generalstabs im Büro des Chief of Staff of the Army, General William C. Westmoreland. Im Juni 1972 folgte während des Vietnamkrieges eine Auslandsverwendung in Südvietnam. Kingston wurde zum Brigadier General befördert und diente als stellvertretender Kommandierender General des Second Regional Assistance Command des Military Assistance Command, Vietnam und als stellvertretender Senior Berater des II Corps und der Military Region 2. Im Januar 1973 übernahm Kingston das Kommando über das Joint Casualty Resolution Center in Nakhon Phanim, Thailand. Nach seiner Rückkehr in die Vereinigten Staaten 1974 übernahm er den Posten des assistierenden Divisionskommandeurs der 1. US-Infanteriedivision und wurde im September 1975 zum Major General befördert. Im gleichen Jahr übernahm er dann das Kommando über das US Army John F. Kennedy Center for Military Assistance/US Army Institute for Military Assistance in Fort Bragg, North Carolina. Im Juni 1979 verließ er Fort Bragg, um in Dongducheon, Südkorea, bis zum Juni 1981 das Kommando über die 2. US-Infanteriedivision zu übernehmen.
1981 wurde Kingston dann zum Lieutenant General befördert und übernahm das Kommando über die Rapid Deployment Joint Task Force auf der MacDill Air Force Base in Florida. Dieses Kommando wurde 1983 umgruppiert und ist ein eigenständiges Unified Combatant Command und heißt seitdem US Central Command. Kingston wurde daher am 6. November 1984 zum General befördert und führte das Kommando noch ein weiteres Jahr, bis er es am 27. November 1985 an General George B. Crist abgab und kurz darauf in den Ruhestand trat.
Kingstons Ehefrau Josephine Cody „Jo“ Kingston, mit der er 36 Jahre verheiratet war, starb bereits 1992. Sie hatten zwei Kinder, einen Sohn und eine Tochter.
General Robert Charles Kingston starb am 28. Februar 2007 im Alter von 78 Jahren in Alexandria, Virginia, an den Folgen eines Sturzes.

## Auszeichnungen
Auswahl der Dekorationen, sortiert in Anlehnung der Order of Precedence of Military Awards:
- Distinguished Service Cross
- Army Distinguished Service Medal
- Silver Star (2 ×)
- Legion of Merit (4 ×)
- Distinguished Flying Cross
- Bronze Star (2 ×)
- Air Medal
- Joint Service Commendation Medal
- Army Commendation Medal (2 ×)
- National Defense Service Medal (2 ×)
- Vietnam Service Medal (8 ×)
- Korean Service Medal (10 ×)